# Eldorado (Misiones)
Pour les articles homonymes, voir Eldorado (homonymie).
Eldorado est une ville d'Argentine ainsi que le chef-lieu du département d'Eldorado de la province de Misiones. Elle est la troisième ville la plus peuplée de la province.
La ville se trouve sur la route nationale 12.

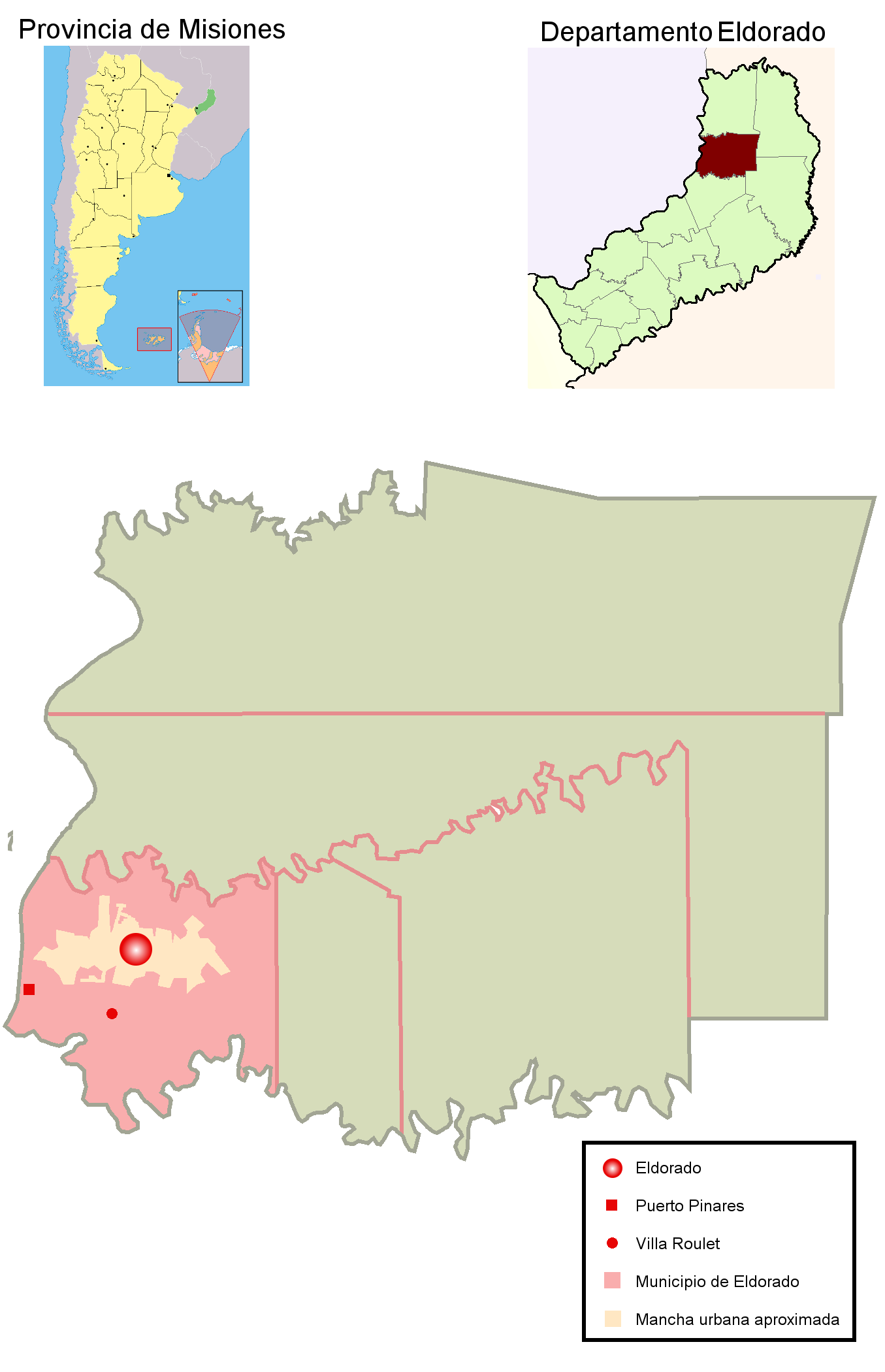

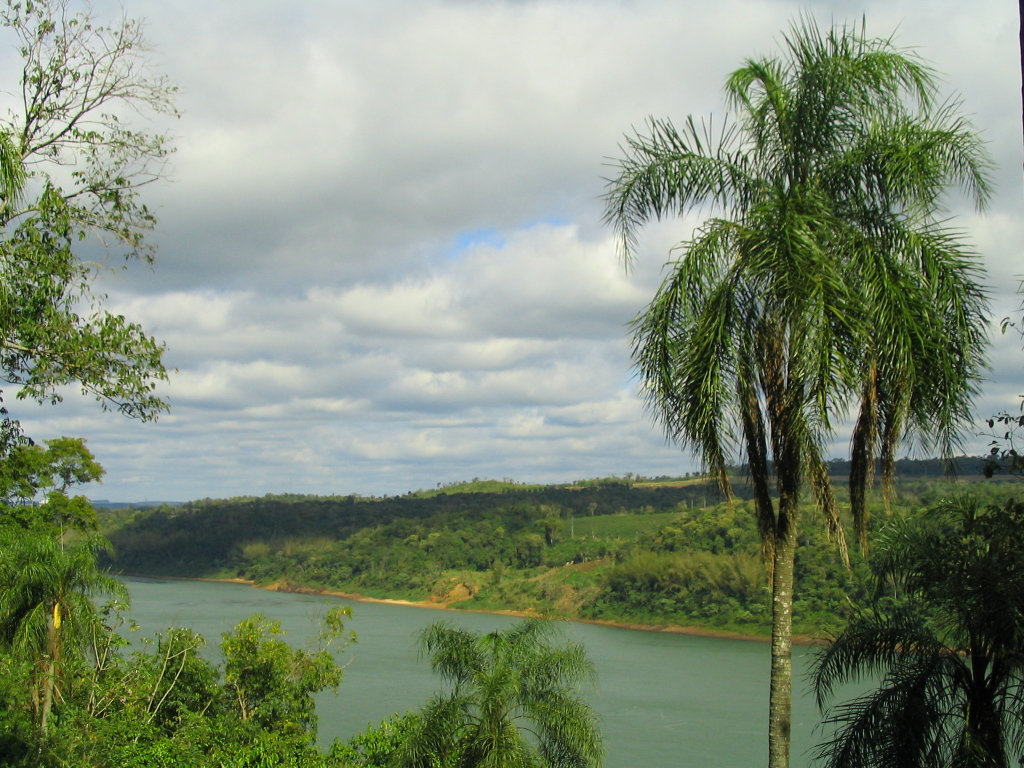
Vue du Paraná depuis le parc municipal Adolfo Schwelm

## Population
La ville comptait 47 556 habitants en 2001, ce qui représentait une hausse de 28,4 % par rapport à 1991.